# Цваринг-Пёльс
Цваринг-Пёльс (нем. Zwaring-Pöls) — коммуна в Австрии, в федеральной земле Штирия.
Входит в состав округа Грац.  Население составляет 1468 человек (на 31 декабря 2005 года). Занимает площадь 23.98 км². Официальный код  —  60658.

## Политическая ситуация
Бургомистр коммуны — Эрнст Гёдль (АНП) по результатам выборов 2005 года.
Совет представителей коммуны (нем. Gemeinderat) состоит из 15 мест.
- АНП занимает 12 мест.
- СДПА занимает 3 места.